# D.J. Enright
D.J. Enright (Dennis Joseph Enright) (ur. 11 marca 1920 w Royal Leamington Spa, zm. 31 grudnia 2002 w Londynie) – angielski poeta.
W 1946 roku ukończył studia w Downing College na University of Cambridge. Rok później rozpoczął wykładanie literatury angielskiej na uczelniach w Anglii i za granicą. Pracował (zazwyczaj jako visiting professor) na Uniwersytecie Aleksandryjskim (1947-1950), University of Birmingham (1950-1953), Uniwersytecie Konan w Kobe (1953-1956), w Wolnym Uniwersytecie Berlina (1956-1957), Uniwersytecie Chulalongkorn (1957-1959), Narodowym Uniwersytecie Singapuru (1960-1970) oraz University of Warwick (1975-1980).
W latach 1970–1972 był jednym z redaktorów magazynu literackiego Encounter, a od 1973 do 1982 kierował wydawnictwem Chatto & Windus.
Jego pierwszy tom wierszy, zatytułowany The Laughing Hyena and Other Poems ukazał się w 1953 roku. Był zaliczany do grupy The Movement, tworzonej m.in. przez Kingsleya Amisa i Philipa Larkina.

## Wyróżnienia i nagrody
- Queen’s Gold Medal for Poetry (1981)
- Order Imperium Brytyjskiego (1991)

## Wybrane publikacje
- Raj w obrazkach (Paradise Illustrated, 1978, polski przekład Piotra Sommera 2003, ISBN 83-88515-41-1)
- Księga Fausta (A Faust Book, 1979, polski przekład Bohdana Zadury 1984, ISBN 83-222-0347-0)
- Rok akademicki (Academic year, powieść, 1955, polski przekład Bohdana Zadury 1997, ISBN 83-06-02645-4)